# 13415 Stevenbland
13415 Stevenbland este un asteroid din centura principală de asteroizi.

## Descriere
13415 Stevenbland este un asteroid din centura principală de asteroizi. A fost descoperit pe 29 octombrie 1999 în cadrul proiectului CSS. Asteroidul prezintă o orbită caracterizată de o semiaxă mare de 2,40 ua, o excentricitate de 0,19 și o înclinație de 1,9° în raport cu ecliptica.